# Royal IV Brussels
Ne doit pas être confondu avec Royal Atomia Brussels.
Le Royal IV Brussels est un club belge de basket-ball basé à Bruxelles.

## Historique
L'Espoir Forestois est créé le 16 juin 1945 et se voit attribuer le numéro de matricule 1423. Ce cercle sportif a comme but de proposer une formation physique et morale à des jeunes à travers le basket-ball.
Le 7 mai 1992 la matricule 1423 qui est devenu l'Espoir Lepage entre-temps, fusionne avec le BC Waterloo portant le matricule 89 pour former l'Espoir Waterloo Lepage sous la matricule 1423. Trois ans plus tard le club change de nom, et devient le Basket Club Waterloo 89, pour rendre hommage à la matricule 89 disparue lors de la fusion. En 1997 le club se voit attribuer le titre de Royal et devient ainsi le Royal Basket Club Waterloo (RBC Waterloo). Le club évolue entre les divisions provinciales et nationales inférieures au fil des années.
Au terme de la saison 2007-2008, le RBC Waterloo est promu en troisième division nationale. Les difficultés financières du club l'empêchent à accéder à ce niveau. Le club décide alors d'échanger sa matricule 1423 avec celle du Royal Atomia Jeunes, club de troisième division, et déménage au Palais du Midi. Le Royal Atomia Jeunes est l'héritier du défunt Royal Atomia Brussels qui a disparu avec sa matricule 73 un an plus tôt,,.
En 2011, le Royal IV Brussels voit le jour, et remplace le Royal Atomia Jeunes en reprenant la matricule 1423. Le nouveau Royal IV Brussels n'a aucun lien avec l'ancien Royal IV, champion de Belgique 7 fois entre 1939 et 1958, qui portait la matricule 11.
En juillet 2024, le club annonce la dissolution de son équipe première et son retrait de la deuxième division. L'équipe réserve est maintenue et devient par conséquent l'équipe première, évoluant en troisième division.

## Palmarès
Championnat de Belgique de 3e division
- Vainqueur de groupe : 2016

Coupe de Wallonie-Bruxelles
- Vainqueur : 2018, 2019
- Finaliste : 2016

## Entraîneurs
- 2016 - 2024 :  Nicolas Joostens
- 2024 - 0000 :  Loïc Van der Meiren